# Vålerbanen
Die Vålerbanen ist eine Motorsportrennstrecke in Braskereidfoss, einem Ortsteil von Våler in Norwegen. Sie war zum Zeitpunkt ihrer Eröffnung die dritte permanente Strecke Norwegens.

## Geschichte
Die Anlage wurde 1993 mit einer kurzen an einen Oval erinnernden Kurs mit 5 Kurven und 1,416 km Länge eröffnet. Schon damals fanden gelegentlich Rennen statt. Im Jahr 1997 wurde sie auf die heute noch genutzte Länge von 2,35 km erweitert. Obwohl die Strecke technisch nicht so anspruchsvoll ist wie Rudskogen Motorsenter, ist sie wesentlich schneller und ermöglicht leichtere Überholvorgänge.
2008 wurde im Nordbereich der Strecke eine weitere Erweiterung von ca. 800 m Länge angebaut.

## Streckenbeschreibung
Die gesamte Anlage besteht aus einer rund 2300 Meter langen asphaltierten Rundstrecke mit 9 Kurven und einer Schikane sowie einer 2000 Meter langen Off-Road-Strecke und einer Kartbahn mit rund 800 Meter Streckenlänge. Teile der Strecken und die drei mit Gleitbelag separat angelegten Bahnen werden auch zum Fahrsicherheitstraining genutzt.
Betreiber der Anlage ist das Unternehmen NAF Trafikksenter AS, die im Winter auch spezielle Sicherheitskurse für schwere Fahrzeuge (LKW und Busse) anbietet, es steht dann eine gesamte Pistenlänge von rund 3,5 Kilometer mit Anfahrhügeln und Schleuderstrecke zur Verfügung. Die Strecke kann für Veranstaltungen in bis zu 3 separat nutzbare Abschnitte aufgeteilt werden.
Im Südbereich der Anlage befindet sich auch eine Kartbahn.

## Veranstaltungen
Die Strecke war von 2007 bis 2009 Austragungsort einer Runde der Scandinavian Touring Car Championship. Daher wurde sie im Computerspiel „STCC-The Game“ eingebaut.